# Joseph W. Sarno
Pour les articles homonymes, voir Sarno (homonymie).
Joseph W. Sarno, né le 15 mars 1921 à Brooklyn et décédé le 26 avril 2010 à New York, est un réalisateur et scénariste américain. Sarno est un des auteurs et réalisateurs principaux du genre sexploitation des années 1960. Il a écrit et réalisé 75 films dans les genres sexploitation, softcore et hardcore. Entre ses films sont connus notamment Sin in the Suburbs (1964), Flesh and Lace, The Bed and How to Make It, Moonlighting Wives (1966), Abigail Lesley is back in town (1975), Suburban Secrets (2004).

## Biographie

### Carrière
C'est à l'occasion de son engagement lors de la seconde guerre mondiale que Joe Sarno fait ses premières armes dans le cinéma pour la marine américaine. Il devient ensuite journaliste, relate des faits divers, des phénomènes sociologiques et découvre l’Amérique des petites villes et des banlieues. De cette époque, il garde le gout de dévoiler une autre face de la vie aux États-Unis.
Dès ses premières réalisations, il se tourne vers l'érotisme, le désir et le plaisir féminin. Dans son cinéma, les pulsions sexuelles deviennent un facteur de déstabilisation du conformisme social. En 1966, il rencontre pour un tournage la comédienne Peggy Steffans qui deviendra son épouse et son assistante sur de nombreux films. À partir de 1968, il tourne aussi en Suède ou il dirige Christina Lindberg, Cia Löwgren et découvre Marie Liljedahl et Marie Forså. Il réalise en 1973, un peu à contre-cœur son premier film dans les canons du hardcore avec Tina Russell et Georgina Spelvin. Il travaille ensuite avec Jennifer Welles, Linda Lovelace ou Seka. Tout au long des années 1980, il tourne encore des films pornographiques moins ambitieux qu'il signe sous divers pseudonymes.

### Pseudonymes
Une partie très importante de la filmographie de Joe Sarno a été réalisée sous pseudonyme dont : Erik Andersson, Karl Andersson, Francis X. Bush, Joan Fairley, Monica Fitta, Otis Hamlin, Lawrence Henning, Curtis Hollingwood, Lester Jordan, Dick Kuzman, Jeff La Touch, Kenneth Morse, John Parkham, Louis Roman, Hammond Thomas, Peter Verlon, Peter Walsh, Irving Weiss.

### Le cinéaste du plaisir féminin
Joe Sarno tient un rôle à part dans l'histoire du cinéma de charme et X. Il reste pour les amateurs du genre le grand spécialiste du plaisir féminin. S'il ne (dé)montre pas (ou peu) l'acte sexuel à renforts de gros plans, il aime filmer des scènes non simulées et surtout de vrais orgasmes féminins. Joseph Sarno privilégie toujours des positions « féministes » : amazone, cunnilingus… Toute son œuvre reste marquée par sa fascination pour les amours lesbiennes. Il a travaillé avec des actrices comme Uta Erickson, Dyanne Thorne, Audrey Campbell, Patricia McNair, Rebecca Brooke…

Considérée en son temps comme relevant du cinéma d'exploitation sans grand intérêt artistique, l'œuvre de Sarno a été réévaluée au cours des dernières années et des hommages lui ont été rendus au New York Underground Film Festival, au Festival du film de Turin, au Musée Andy Warhol ainsi qu'à la Cinémathèque française.
La chaîne de télévision franco allemande Arte a également diffusé trois de ses films en 2011 et en 2012, édité un coffre Arte vidéo préfacé par Emmanuel Bonn et Virgil Iscan suivi d'un documentaire sur son oeuvre cinématographique qui a été également réalisé par Virgile Iscan et Emmanuel Bonn, programmé par Ciné Plus.

## Filmographie

### Comme réalisateur
- 1961 : Le Modèle nu (en) (Nude in charcoal), coréalisé avec Philip Melillo
- 1964 : Sin in the Suburbs
- 1966 : Chambre à louer (The Bed and how to make it !)
- 1966 : Flesh and Lace
- 1966 : Moonlighting Wives
- 1968 : Inga, la séductrice au corps de velours (sv) (Nagon att Alska)
- 1968 : Kvinnolek (sv)
- 1968 : All the Sins of Sodom
- 1970 : Caresses interdites (Daddy, Darling)
- 1972 : Chattes suédoises (sv) (Swedish Wildcats)
- 1973 : Le Château des messes noires (Der Fluch der schwarzen Schwestern)
- 1974 : Gorge profonde 2 (Deep Throat, Part II)
- 1974 : Bibi la dévoreuse (Vild på sex)
- 1975 : Échanges (Confessions of a Young American Housewife ou Swaps)
- 1975 : Butterfly
- 1975 : Chaleurs sur la plage (Abigail Lesley Is Back in Town)
- 1976 : Slippery When Wet (signé Karl Andersson)
- 1976 : Misty
- 1977 : Inside Jennifer Welles (en)
- 1977 : Kärleksön (sv)
- 1978 : Fäbodjäntan (sv) (Come and Blow the Horn)
- 1984 : Stray Cats (signé Erik Andersson)
- 1987 : Fresh (signé Peter Walsh)
- 1987 : The Pleasure Machine (signé Monica Fitta)
- 2004 : Suburban Secrets